# Banco de filtros híbrido
Un banco de filtros consiste en un array formado por más de un filtro paso banda que separa la señal de entrada en varias componentes, cada una de las cuales transporta la subbanda de una sola frecuencia de la señal original. El diseño de dicho filtro debe ser capaz de recombinar dichas subbandas de manera que se pueda recuperar la señal original. Este primer proceso de separación o división en subbandas de trabajo se conoce como análisis mientras que al segundo – proceso de reconstrucción – se conoce como síntesis. La señal de salida del proceso de análisis tendrá tantas subbandas como filtros tenga nuestro banco de filtros.
Su función es la de aislar diferentes componentes frecuenciales de una señal. Para la mayoría de las aplicaciones esta función es muy útil ya que no todas las componentes frecuenciales tienen la misma relevancia. Por ejemplo, aquellas frecuencias que tengan mayor importancia podrán ser codificadas con una mayor resolución. En consecuencia, el esquema de codificación debe ser sensible a las pequeñas diferencias existentes entre unas y otras frecuencias.

## Detalles técnicos
El llamado banco de filtros híbrido es aquel que está formado por la combinación de un banco de filtros polifásicos y un bloque que realiza la transformada discreta del coseno modificada (MDCT).
El primer bloque - bautizado como "FILTRO ANÁLISIS" - es un banco de filtros polifásicos cuya función es dividir la señal de audio en 32 subbandas; estas subbandas están igualmente espaciadas en frecuencia, y no reflejan exactamente las bandas críticas del oído. El oído tiene una selectividad limitada en frecuencia que varía en exactitud desde menos de 100 Hz para las frecuencias más bajas hasta un poco más de 4 kHz para las frecuencias más altas. Dicho filtro es la componente clave de todas las capas de los estándares MPEG/compresión de audio.
El diseño de filtro es relativamente simple y da una buena resolución en el tiempo con una aceptable resolución en frecuencia aunque presenta pérdidas; inclusive sin cuantización no hay posibilidad de recuperar exactamente la señal de entrada. Afortunadamente, el oído humano no es capaz de percibir el error introducido por el banco de filtros. Existe también solapamiento frecuencial entre las bandas adyacentes del filtro; por lo tanto, una señal en una frecuencia particular puede afectar las dos salidas adyacentes en el banco de filtros.
Por otro lado, el ancho de banda que proporcionan los filtros es demasiado amplio para las bajas frecuencias, y demasiado estrecho para las altas frecuencias impidiendo optimizar la sensitividad al ruido dentro de cada banda crítica. Es por eso que al espectro audible se le realizan particiones en bandas críticas para reflejar la selectividad en frecuencia del oído humano.
El segundo bloque es el que se encarga de procesar la señal de salida del banco de filtros con la transformada discreta del coseno modificada (MDCT) creando las llamadas bandas críticas para compensar las deficiencias del banco de filtros. Este bloque subdivide la salida del banco de filtros en frecuencia para proporcionar una mejor resolución espectral. Al contrario que el banco de filtros, la MDCT es una transformación sin pérdidas.
Para la reconstrucción de la MDCT, el modelo psicoacústico detecta condiciones de pre-eco y puede trabajar con bloques cortos (mejor resolución en el tiempo) o con bloques largos (mejor resolución frecuencial) para señales con estadísticas estacionarias. Aunque la conmutación entre ambos bloques no puede ser instantánea. La reducción del aliasing producido durante la transformación es aplicada solamente para bloques largos así que una vez que la MDCT convierte la señal de audio en el dominio frecuencial, el aliasing producido por el submuestreo en el banco de filtros puede ser parcialmente cancelado aquí logrando reducir la cantidad de información a ser codificada y transmitida.
El siguiente diagrama de bloques resume el funcionamiento de un filtro híbrido:

## Aplicaciones
Este tipo de filtros se utilizan para aplicaciones de compresión de audio. El estándar MPEG-1 Layer III (llamado también MP3) utiliza este tipo de filtros. Para este caso concreto se especifican cuatro tipo de ventanas de la MDCT para realizar la transición entre un modo de bloque largo y uno corto.